# Division II i fotboll 1935/1936
Division II i fotboll 1935/1936, som var upplagan av Division II i fotboll säsongen 1935/1936, bestod av fyra serier innehållande tio lag. Gruppvinnarna i varje serie gick till kvalspel till Allsvenskan.

## Serier

### Norra
| Nr | Lag               | S  | V  | O | F  | GM | IM | MS  | P  |
| -- | ----------------- | -- | -- | - | -- | -- | -- | --- | -- |
| 1  | Hallstahammars SK | 18 | 14 | 2 | 2  | 52 | 19 | +33 | 30 |
| 2  | IK Brage          | 18 | 11 | 1 | 6  | 57 | 34 | +23 | 23 |
| 3  | IFK Örebro (U)    | 18 | 10 | 2 | 6  | 39 | 30 | +9  | 22 |
| 4  | Gefle IF (N)      | 18 | 9  | 2 | 7  | 54 | 36 | +18 | 20 |
| 5  | Fagersta AIK (U)  | 18 | 8  | 4 | 6  | 34 | 41 | −7  | 20 |
| 6  | Surahammars IF    | 18 | 7  | 2 | 9  | 33 | 39 | −6  | 16 |
| 7  | Bollnäs GoIF      | 18 | 6  | 3 | 9  | 27 | 34 | −7  | 15 |
| 8  | Ljusne AIK        | 18 | 6  | 3 | 9  | 22 | 31 | −9  | 15 |
| 9  | IFK Kumla         | 18 | 6  | 3 | 9  | 35 | 59 | −24 | 15 |
| 10 | Örebro SK         | 18 | 2  | 0 | 16 | 21 | 54 | −33 | 4  |

Hallstahammars SK gick vidare till kvalspel till Allsvenskan och IFK Kumla och Örebro SK flyttades ner till division III. Från division III kom IFK Grängesberg och IF Rune.

### Östra
| Nr | Lag               | S  | V  | O | F  | GM | IM | MS  | P  |
| -- | ----------------- | -- | -- | - | -- | -- | -- | --- | -- |
| 1  | Djurgårdens IF    | 18 | 11 | 4 | 3  | 35 | 22 | +13 | 26 |
| 2  | Skärblacka IF (U) | 18 | 10 | 1 | 7  | 53 | 30 | +23 | 21 |
| 3  | Värtans IK (U)    | 19 | 8  | 5 | 6  | 34 | 33 | +1  | 21 |
| 4  | Hammarby IF       | 19 | 9  | 2 | 8  | 28 | 26 | +2  | 20 |
| 5  | BK Derby          | 19 | 7  | 6 | 6  | 26 | 28 | −2  | 20 |
| 6  | Årsta SK          | 18 | 8  | 2 | 8  | 39 | 35 | +4  | 18 |
| 7  | Mjölby AIF        | 18 | 7  | 4 | 7  | 28 | 29 | −1  | 18 |
| 8  | IFK Västerås      | 18 | 6  | 4 | 8  | 43 | 38 | +5  | 16 |
| 9  | Sundbybergs IK    | 18 | 5  | 4 | 9  | 25 | 36 | −11 | 14 |
| 10 | Västerviks AIS    | 18 | 1  | 4 | 13 | 11 | 45 | −34 | 6  |

Djurgårdens IF gick vidare till kvalspel till Allsvenskan och Sundbybergs IK och Västerviks AIS flyttades ner till division III. De ersattes av IFK Eskilstuna från Allsvenskan och från division III kom IK Tord och Reymersholms IK.

### Västra
| Nr | Lag                  | S  | V  | O | F  | GM | IM | MS  | P  |
| -- | -------------------- | -- | -- | - | -- | -- | -- | --- | -- |
| 1  | Billingsfors IK      | 18 | 12 | 4 | 2  | 48 | 29 | +19 | 28 |
| 2  | Karlskoga IF         | 18 | 10 | 6 | 2  | 57 | 31 | +26 | 26 |
| 3  | Jonsereds IF         | 18 | 8  | 6 | 4  | 34 | 31 | +3  | 22 |
| 4  | Husqvarna IF         | 18 | 8  | 3 | 7  | 44 | 31 | +13 | 19 |
| 5  | Degerfors IF         | 18 | 6  | 6 | 6  | 36 | 34 | +2  | 18 |
| 6  | IFK Kristinehamn (U) | 18 | 7  | 4 | 7  | 27 | 41 | −14 | 18 |
| 7  | Fässbergs IF         | 18 | 6  | 5 | 7  | 38 | 40 | −2  | 17 |
| 8  | Alingsås IF (U)      | 18 | 5  | 3 | 10 | 37 | 41 | −4  | 13 |
| 9  | IFK Värnamo          | 18 | 6  | 1 | 11 | 25 | 36 | −11 | 13 |
| 10 | Landala IF           | 18 | 1  | 4 | 13 | 29 | 64 | −35 | 6  |

Billingsfors IK gick vidare till kvalspel till Allsvenskan och IFK Värnamo och Landala IF flyttades ner till division III. Från division III kom Karlstads BIK och Tidaholms GIF.

### Södra
| Nr | Lag                  | S  | V  | O | F  | GM | IM | MS  | P  |
| -- | -------------------- | -- | -- | - | -- | -- | -- | --- | -- |
| 1  | Malmö FF             | 18 | 14 | 2 | 2  | 61 | 17 | +44 | 30 |
| 2  | Hälsingborgs IF (N)  | 18 | 11 | 3 | 4  | 62 | 27 | +35 | 25 |
| 3  | IFK Hälsingborg      | 18 | 8  | 6 | 4  | 42 | 24 | +18 | 22 |
| 4  | Malmö BI             | 18 | 8  | 3 | 7  | 29 | 30 | −1  | 19 |
| 5  | Höganäs BK           | 18 | 8  | 2 | 8  | 32 | 33 | −1  | 18 |
| 6  | Ängelholms IF        | 18 | 7  | 4 | 7  | 44 | 48 | −4  | 18 |
| 7  | IFK Kristianstad (U) | 18 | 7  | 1 | 10 | 30 | 57 | −27 | 15 |
| 8  | IS Halmia            | 18 | 4  | 6 | 8  | 17 | 28 | −11 | 14 |
| 9  | IFK Malmö            | 18 | 5  | 2 | 11 | 34 | 52 | −18 | 12 |
| 10 | Lessebo GoIF (U)     | 18 | 2  | 3 | 13 | 16 | 51 | −35 | 7  |

Malmö FF gick vidare till kvalspel till Allsvenskan och IFK Malmö och Lessebo GoIF flyttades ner till division III. De ersattes av Halmstads BK från Allsvenskan och från division III kom BK Landora och Växjö BK.

## Kvalspel

### Kval till Allsvenskan
| Lag 1             | Totalt        | Lag 2          | Möte 1 | Möte 2 |
| Hallstahammars SK | 3–3 (PO: 1–2) | Djurgårdens IF | 3–0    | 0–3    |
| Billingsfors IK   | 3–5 (PO: 2–3) | Malmö FF       | 2–1    | 1–4    |

Den tredje matchen mellan lagen spelades eftersom bortamålsregeln inte användes. Båda de avgörande matcherna spelades på neutral plan, matchen mellan Hallstahammars SK och Djurgårdens IF spelades i Norrköping och matchen mellan Billingsfors IK och Malmö FF spelades i Borås. Djurgårdens IF och Malmö FF till Allsvenskan medan Hallstahammars SK och Billingsfors IK blev kvar i Division II.